# عقبال البكاري (فلم)
الكبير هو فيلم مصري تم إنتاجه عام 1949، تأليف إبراهيم عمارة وأبو السعود الإبياري وإخراج إبراهيم عمارة و بطولة تحية كاريوكا ومحمود المليجي.

## قصة الفيلم
حمدي يوسف (محمود المليجي) رسام فقير يقطن فوق السطوح، ويحب الراقصة تحية وهبي (تحية كاريوكا) ويحلم بالزواج بها، ويرسم لها لوحات فنية يعلقها في حجرته متيما بحبها، وعندما صارح ابن عمه جميل (إسماعيل ياسين) برغبته في الزواج بها نصحه جميل بإن يفيق من أحلامه، فأين هو الفقير من الراقصة المشهورة الثرية التي يحيطها المعجبون الأثرياء من كل جانب، فيراهنه الرسام حمدي أنه سيقابلها ويخرج بها من الكازينو متأبطة ذراعه، مقابل جنيه رهانا يدفع أول الشهر. تحية راقصة في كازينو، تعيش مع عمها المغني العجوز متولي لالالي (حسن كامل) ويستغلها مدير الكازينو (إبراهيم حشمت) في مجالسة الزبائن الآثرياء، ولذلك يسمح لعمها بالغناء في الكازينو. يتعرف حمدي الرسام على الراقصة تحية بالكازينو على أنه أحد الأثرياء، وتصحبه ومعها مجموعة من المتصابين الأثرياء للعشاء في الخارج وعندما يراقصها حمدي، ينصرف المتصابين الأثرياء، ويجد حمدي نفسه مضطرا لأن يدفع حساب العشاء البالغ 720 قرشا، فيدعي إصابته بالتسمم من الطعام وتوافقه تحية ويتركون المطعم دون دفع الحساب، وتكتشف تحية خدعته فيصارحها بحقيقته وأنه يحبها ويرغب في الزواج بها، من أجل شخصها وليس من أجل شهرتها، فتوافقه شرط أن يجد شقة خالية، لأن صاحبة البنسيون (ميمي عزيز) طلبت منهم الإخلاء لأن البيت سيتم هدمه. يبحث حمدي عن شقة خالية في كل مكان دون جدوى حتى يجد له جميل إعلان في الصحف عن شقة خالية بحارة كوارع. المعلم عاشور بتلو (عبد الفتاح القصري) يعيش مع زوجته (جمالات زايد) واخته العانس فكريه (زينات صدقي) بحارة كوارع، وقد كلف الخاطبه ام بالوظه (عزيزة بدر) لأن تجد له عريس لأخته فكريه، فتعثر له على عريس لقطة (أنور زكي) ويستعد المعلم عاشور للزواج بفرح كبير، ولكن عندما رأى العريس العروس هرب، وعندما حضر حمدي بحثا عن الشقة الخالية ظنه عاشور هو العريس، فخطفه بمعاونة رجاله بقلظ (محسن حسنين) والدباح (محمد صبيح) ودبل (رياض القصبجي) ويعقدون القران عنوة، بمؤخر ألفين جنيه وبعد كتب الكتاب هرب حمدي، فقام عاشور بإبلاغ البوليس متهما إياه بسرقة مصاغ العروس، واستصدر أمرا بالقبض عليه. عاشور يلاحق حمدي في حلبة سباق الخيل ولكن حمدي يبيع له تذكرة سباق ستربح 10 آلاف جنيه مقابل 500 جنيه، والتنازل عن المؤخر ومحضر البوليس، فيطمع عاشور في المبلغ الكبير ويوافق على الصفقة بعد انه اخبره الجميع ان هذا الحصان هو الفائز، ولكن خسر الحصان ونفد حمدي بجلده ودفع ال 500 جنبه مهرا لتحية وتزوجها، وعقبال البكارى.

## فريق العمل
إخراج: إبراهيم عمارة
تأليف:
- أبو السعود الإبياري
- إبراهيم عمارة

إنتاج: أفلام محمود المليجي
بطولة:
- محمود المليجي
- تحية كاريوكا
- إسماعيل ياسين
- عبد الفتاح القصري
- زينات صدقي
- حسن كامل
- جمالات زايد
- إبراهيم حشمت
- ميمي عزيز
- عزيزة بدر
- أنور زكي
- محسن حسنين
- محمد صبيح
- رياض القصبجي

## روابط خارجية
- مقالات تستعمل روابط فنية بلا صلة مع ويكي بيانات